# Sminthopsis bindi
Sminthopsis bindi  (лат.) — вид из рода узконогих сумчатых мышей семейства хищные сумчатые. Эндемик Австралии.

## Распространение
Обитает в северной части австралийской Северной территории. Естественная среда обитания — холмистые районы с густой растительностью.

## Внешний вид
Длина тела с головой колеблется от 52 до 84 мм, хвоста — от 61 до 105 мм. Вес взрослой особи — от 12 до 14 г. Волосяной покров короткий, густой и мягкий. Спина светло-серого цвета. Брюхо окрашено в белый цвет. Морда вытянутая, заострённая. Тёмные глазные круги. Иногда присутствует тёмная полоса, тянущаяся от головы. Уши большие, закругленные. Задние лапы узкие. Межпальчевые подушечки задних лап зернистые. В отличие от других представителей рода у Sminthopsis bindi в хвосте отсутствуют жировые отложения.

## Образ жизни
Ведут наземный, одиночный образ жизни. Активность приходится на ночь. День проводят в своих норах. Питаются преимущественно насекомыми (моль, сверчки, гусеницы).

## Размножение
Экология вида практически не изучена. По имеющимся данным, потомство у самки появляется в феврале, марте и ноябре.